# Меметов Сейтабла Мустафаєвич
Сейтабла Мустафаєвич Меметов — кримськотатарський співак, заслужений артист України (2008), заслужений артист АР Крим (2001) та володар багато-тонального тенору; виконавець, якому надають статус «Золотого Голосу Криму». Артист драми вищої категорії. Народився 4 серпня 1960 р. в м. Андижан (Узбекистан). Виконавець гімну Кримських татар (разом із Ділявером Сеттаровим) «Ant bergenmen».

## Дитинство та навчання
З дитинства Сейтабла виказував музикальні схильності та вивчився грати на баяні у ранньому віці. З 1962—1972 рр. навчався у школі №44 (у м. Андіжан), 1967—1975 рр. у школі №9 (м. Асака). Пізніше, слідуючи службі в армії, майбутній співак склав іспити до Ферганського Педагогічного інституту у 1983 р., спочатку на факультет легкої атлетики, потім до Музичної кафедри. Після отримання диплому в 1987 р, Сейтабла Меметов розпочав працювати музичним педагогом.

## Кар'єра
У 1989 року, в Ташкенті, Меметов склав конкурсний відбір артистів до майбутнього «Кримськотатарського державного академічного музично-драматичного театру», перед тим як повернутися до Криму того ж року. У першій постановці Кримськотатарського театру, під назвою «Арзи Киз» виконав роль Ашику (оповідача).
З того часу славетний артист виконав головні ролі у багатьох різноманітних спектаклях, наприклад «Янгиз Йілдиз», «Геджелер Хайр» (переклад з Кримськотатарської мови: «На добраніч»), «Сабирсиз Кайнана» (переклад з Кримськотатарської: «Нетерпляча теща»), «Йеди Коджали Урмус».
Так само, Сейтабла Меметов зіграв у таких спектаклях : «Насреддин оджа» (праця Елтона), «Авдет» (автор Б.Білялов), «Алім» (Ринат Бекташев), «Адин чикъкъандже джанинъ чикъсин» (п'єса Ільяса Бахшиша), «Дубарали той» (п'єса Ю.Болата), «Евленюв» (п'єса Н. Гоголя), «Аршин мал алан» (п'єса Аджибея), «Аладдін у країні казок», «Мяу карнавал»(п'єси  Р.Бекташева), «Гизли кач» (п'єса К.Конъгуратли), «Антиквар тюкани» (А.Чехова).
Приголомшливий тенор виконавця, його сценічний шарм віднайшли захоплення багатьох прихильників, не лише в Україні, проте й за кордоном — в Данії, Німеччині (Ганновер, Бремен, Гамбург, Франкфурт-на-Майні та інші міста — взагалі біля 70), Великій Британії, Швейцарії, Румунії, Туреччині, Узбекистані, Білорусі, Росії та Китаї у гастрольних турах з 1991 по 2015.
Так у 2000 році, в складі Севастопольського ансамблю пісень та танцю, Сейтабла Меметов взяв участь у 70 гастрольних концертах на території Німеччини та Данії.
Схоже, у 2006 співак дав згоду на професійний контракт в Пекіні, КНР. У Пекінському театрі Сейтабла Меметов виконував праці на різних мовах, від класики до народного фольклору.
Акторські схильності артиста помітили українські режисери, посеред них — Олександр Муратов та Микола Мащенко. Майстерність Меметова віднайшла роль у таких фільмах як «Кохання на острові смерті», «Богдан Хмельницький», «Татарський Триптих» 2004р. та інших.
Сейтабла Меметов регулярно бере участь у діяльності Кримськотатарського театру та концертах в Криму та Києві; так, 2 грудня 2017 р. в Державному академічному музичному театрі в Сімферополі пройшов фінальний гала-концерт дитячого конкурсу «Qaradeniz: Canlı ses-2017» у якому виконавець взяв участь. Виконавець тісно співпрацює із оркестром Кримськотатарського музично-драматичного театру, який можна помітити у більшості кліпів Меметова, один з них «Ватан Дуйґуси».
У 2015—2016 р. Сейтабла Меметов у співпраці із Qaradeniz production та славетними кримськотатарськими артистами Рустемом Меметовим, Ґулізар Бекировою, Айсель Балич, Сервером Какурою, Дилявером Османовим, Асаном Біляловим, Асаном Хайретдіновим, Реаною Тарковою та DJ Bebek знявся в кліпі на легендарну пісну «Ey, Guzel Qirim».

## Родина
Батько виконавця — актор та співак Мустафа Меметов (Меметоґлу) (1926—1968 рр.), володів ліричним тенором та грав на скрипці. Виконував з майстерністю пісні різноманітного жанру, зокрема: Кримськотатарського, Турецького та Азербайджанського фольклору.
Матір — Лілія Сабітовна Меметова (до шлюбу — Умерова) (нар. у 1938 р), за фахом педагогиня, викладачка хімії та біології.
Сейтабла Меметов одружений із Тамілою Меметовою (до шлюбу Мурзакаєва, нар. 24.03.1965), що виконує обов'язки головної адміністраторки у Кримськотатарському музично-драматичному театрі. 
Сейтабла та Таміла Меметови мають дорослу дочку — Емілію Меметову (нар. 22.12.1987), що успадкувала творчі здібності та голос батька. Закінчила Київську Музичну консерваторію — Магістр за напрямком класичного вокалу, під керівництвом сопрано та народної артистки України — Євдокії Василівни Колесник. Лауреатка міжнародних вокальних конкурсів, Емілія Меметова продовжує артистичну діяльність у театрі та на сцені. Мешкає в Києві та в Криму.

## Дискографія та пісні
|  | "К большому сожалению, записали всего один диск, с моим коллегой по театру с заслуженным артистом Украины, Дилявером Сеттаровым, мы этот диск записали в г. Казани, на личной студии народной артистки Татарстана, Гульзады ханум Сафиулиной, с её доброй руки, с её помощью... к тому времени мои коллеги и я, были больше заняты в спектаклях, нежели пели. Разумеется, были и концерты, однако о записи дисков как-то не особо задумывались, зарождались песни, в тот же момент переходили на радио и телевидение. Хотя, записывать альбомы необходимо в любом случае...сейчас тоже есть ряд песен, из которых можно создать альбом, так я планирую заняться данным вопросом в ближайшее время..." спілкування з артистом 31.01.2018. |

1. «Ватан Дуйгуси»[6] (патріотична балада, автор Зарема Аблаєва, композитор Енвер Еміров)
2. «Ant Bergenmen» Feat. Ділявер Сеттаров. Кримськотатарський національний гімн[1]
3. «Таґдир/Татарлиґим»[7]
4. «Бизим Даґлар»[8] ()
5. «Ey, Guzel Qirim» solo
6. «Ey, Guzel Qirim» від Qaradeniz production[5]
7. «Тат къиз»
8. «ХАЯЛЫМДАСЫНЪ»[9]
9. «Дульберим» ()
10. «Qadınlar». Feat. Зоре Кадиєва[10]
11. «Ave, Maria». Feat. Емілія Меметова[11]
12. «Еліф Дедим»[12]
13. «Амет-Хан»
14. «Zeynebim»
15. «Ялґизим»
16. «Menim Sevgilim» (
17. «Arabalar»
18. «Байдарава Йеллари»
19. Концерт Кримськотатарського державного драматичного театру з участю С. Меметова та Ділявера Сеттарова, 2009[13]

|  | "Первые мои песни были записанны с поддержкой композитора и исполнителя, Сервера Какуры, на дисках которого звучат дюжины его песен - в моём исполнении, за что, я очень благодарен С. Какуре. Авторами произведений послужили известные поэты - Шакир Селим'', Аблязиз Велиев..." Сейтабла Меметов, спілкування з артистом 31.01.2018. |

У м. Казань, Сейтабла Меметов та Ділявер Сеттаров записали свій перший диск.